# آزاسترون
آزاسترون (انگلیسی: Azasetron) دارویی در مدیریت تهوع و استفراغ ناشی از شیمی درمانی سرطان (مانند شیمی درمانی سیس پلاتین) است. آزاسترون هیدروکلراید در دوز معمول ۱۰ میلی گرم یک بار در روز از راه خوراکی یا داخل وریدی تجویز میشود.